# انرژی حرارتی خورشیدی
انرژی گرمایی خورشیدی (به انگلیسی: Solar Thermal Energy) از انرژی‌های پاک بوده و از آن به‌عنوان یکی از انرژی‌های بدون کربن یاد می‌شود و از انرژی‌های تجدیدپذیر نیز است. این گونه انرژی از تبدیل نور به گرما در شاره، استفاده از تبدیل تغییرات دما به حرکت و تبدیل حرکت بهانرژی الکتریکی به‌وجود می‌آید. این تبدیل معمولاً توسط سلول‌های خورشیدی یا صفحه‌های خورشیدی انجام می‌گیرد. سالانه مقدار زیادی از نیروی به وجود آمده از تابش نور خورشید تبدیل به گرمای زمین می‌شود. با بهره‌گیری از صفحه‌های خورشیدی می‌توان بخشی از این هدررفت را به نیروی الکتریکی تبدیل کرد.
به‌کارگیری انرژی گرمایی خورشیدی به سه بخش تقسیم می‌شود:
1. گرمای پایین
2. گرمای متوسط
3. گرمای بالا

- در گرمای پایین و منطقه‌های مسکونی به‌طور کلی صفحه‌های هموار به‌کار می‌روند.
- در گرمای متوسط نیز صفحه‌های هموار بسیار به کار می‌روند که معمولاً این صفحه‌ها، در ساختمان‌های بازرگانی و اداری برای گرم کردن آب یا هوا به‌کار برده می‌شوند.
- در گرمای بالا، از جمع کردن پرتوهای نور خورشید در یک مرکز با استفاده از آینه و عدسی برای تولید برق استفاده می‌شود.[۳][۴][۵]

در فرایند فتوولتائیک نیروی خورشیدی به‌طور مستقیم به نیروی الکتریسیته تبدیل می‌شود. در ماه اکتبر سال ۲۰۰۹ کارخانه‌ها، مولدهای برق و نیروگاه‌های سراسر جهان، تنها ۶۰۰ مگاوات از برق مورد نیاز خود را از راه انرژی گرمایی خورشیدی تأمین کردند.

## کاربرد انرژی گرمایی خورشیدی
نیروی گرمایی خورشیدی از نظر کاربرد و شیوهٔ بهره‌برداری از آن به سه دسته بخش‌بندی می‌شود که عبارتند از:
- کاربردهای صنعتی
- کاربردهای نیمه‌صنعتی
- کاربردهای خانگی

## کاربردهای صنعتی

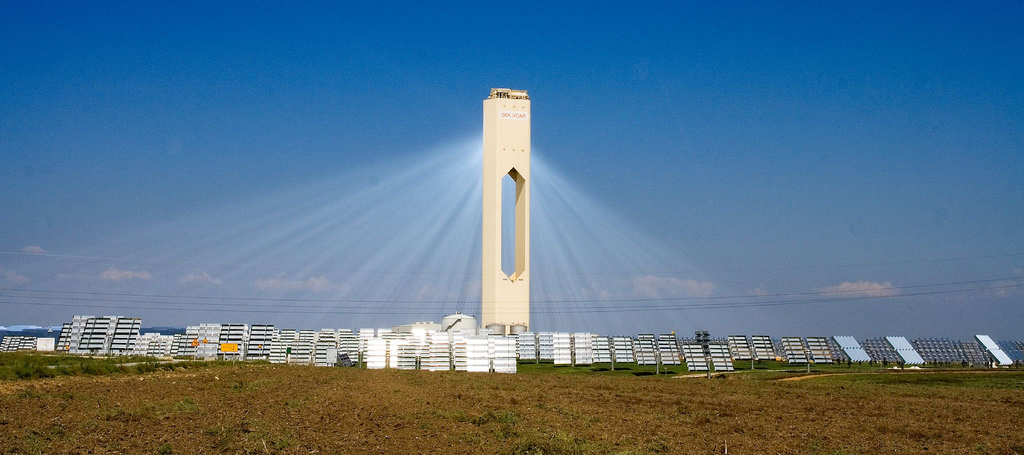
یک برج کانون خورشیدی

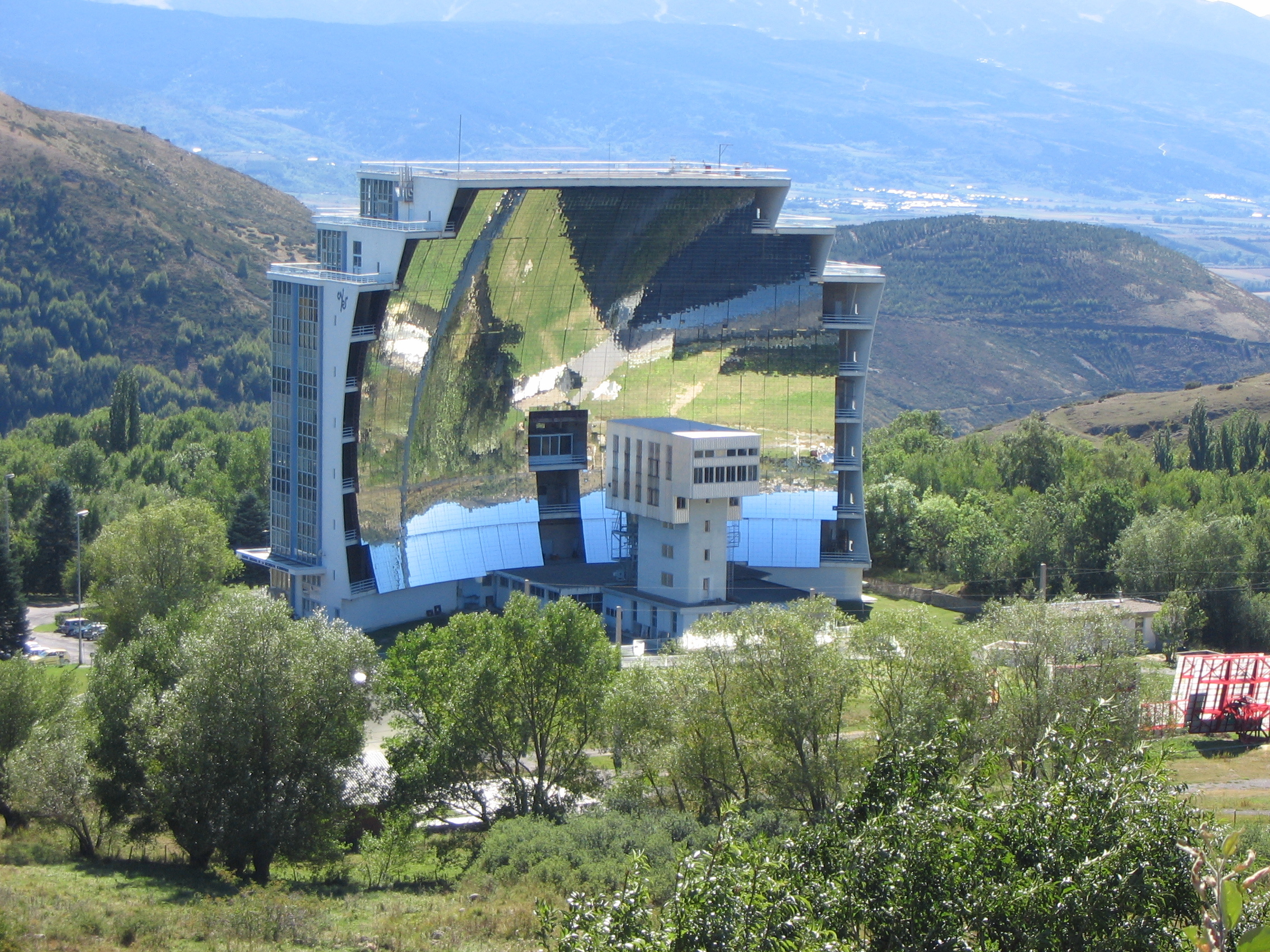
دیش سهمی در فرانسه که درجه حرارت را تا ۳۸۰۰ سلسیوس بالا می‌برد.

تأسیساتی که با استفاده از آن‌ها نیروی جذب‌شدهٔ گرمایی خورشید به نیروی الکتریکی تبدیل می‌شود، نیروگاه گرمایی خورشیدی نامیده می‌شوند.
این تأسیسات بر پایه انواع متمرکزکننده‌های موجود و بر حسب شکل هندسی متمرکزکننده‌ها به سه دسته تقسیم می‌شوند:
- نیروگاه‌هایی که گیرندهٔ آن‌ها، آینه‌های سهمی ناودانی هستند.
- نیروگاه‌هایی که گیرندهٔ آن‌ها در برجی قرار دارد و نور خورشید به وسیلهٔ آینه‌های بزرگی به نام خورپا (هلیوستات)، به آن بازتاب می‌شود. (دریافت‌کنندهٔ مرکزی)
- نیروگاه‌هایی که گیرندهٔ آن‌ها بشقابی سهمی یا دیش هستند.

در هر نیروگاهی همچون نیروگاه‌های آبی، نیروگاه‌های گرمایی و نیروگاه‌های گازی، برای تولید برق از مولدهای الکتریکی استفاده می‌شود که با چرخیدن آن برق تولید می‌شود.
این مولدهای الکتریکی، انرژی گردشی خود را از دستگاهی به نام توربین دریافت می‌کنند. بدین ترتیب می‌توان گفت که مولدهای الکتریکی انرژی جنبشی را به انرژی الکتریکی تبدیل می‌کند.
تأمین‌کنندهٔ انرژی جنبشی مولدها، توربین‌ها هستند که دارای گونه‌های مختلفی هستند. در نیروگاه‌های بخار، توربین‌هایی وجود دارند که بخار با فشار و دمای بسیار بالا وارد آن‌ها شده و سبب به چرخش درآمدن پره‌های توربین می‌شود.
در نیروگاه‌های آبی که روی سدها جایگذاری می‌شوند، نیروی پتانسیل موجود در آب موجب به چرخش درآمدن پره‌های توربین می‌شود؛ بدین ترتیب می‌توان گفت که در نیروگاه‌های آبی انرژی پتانسیل آب، به انرژی جنبشی و سپس به انرژی الکتریکی تبدیل می‌شود.
در نیروگاه‌های گرمایی بر اثر سوختن سوخت‌های فسیلی مانند مازوت، آب موجود در سامانهٔ بستهٔ نیروگاه، در درون دیگ بخار به بخار تبدیل می‌شود و بدین ترتیب، نیروی گرمایی به نیروی جنبشی و سپس به نیروی الکتریکی تبدیل می‌شود.
در نیروگاه‌های گازی، توربین‌هایی وجود دارند که به‌طور مستقیم در اثر سوختن گاز، به حرکت درآمده و ژنراتور را می‌گردانند. چنانکه انرژی گرمایی به انرژی جنبشی و سپس به انرژی الکتریکی تبدیل می‌شود.
اما در نیروگاه‌های گرمایی-خورشیدی، وظیفهٔ اصلی بخش‌های خورشیدی تولید بخار مورد نیاز برای تغذیهٔ توربین‌ها است. به عبارت دیگر می‌توان گفت که این گونه نیروگاه‌ها شامل دو بخش هستند:
- سامانهٔ خورشیدی که پرتوهای خورشید را جذب کرده و با به‌کارگیری گرمای جذب‌شده بخار تولید می‌کند.
- سامانه‌ای به نام سامانهٔ سنتی که همانند دیگر نیروگاه‌های گرمایی، بخار تولیدشده را به‌دست توربین و مولد به نیروی الکتریکی تبدیل می‌کند.

### نوعسهمی(شَلجمی) خطی
در این نیروگاه‌ها، از بازتاب‌دهنده‌هایی که به صورت سهمی خطی هستند برای تمرکز پرتوهای خورشید در خط کانونی آن‌ها استفاده می‌شود و گیرنده به صورت لوله‌ای در خط کانونی بازتاب‌کننده‌ها قرار دارد. در داخل این لوله، روغن مخصوصی در جریان است که بر اثر گرمای پرتوهای خورشید، گرم و داغ می‌شود.
روغن داغ از مبدل گرمایی عبور کرده و آب را به بخار تبدیل نموده و به مدارهای طراحی شده در نیروگاه‌های گرمایی انتقال داده می‌شود تا به کمک توربین بخار و ژنراتور به نیروی الکتریکی تبدیل شود.
برای بهره‌برداری بیشتر و افزایش بازدهی لولهٔ دریافت‌کننده، سطح آن را با اکسید فلزی که ضریب سپیدایی بالایی دارد پوشش می‌دهند و همچنین در محیط اطراف آن لولهٔ شیشه‌ای به صورت شفاف پوشیده می‌شود تا از هدررفت گرمایی و افت پرتویی جلوگیری شود و همچنین از لولهٔ دریافت‌کننده محافظت به عمل آید. ضمناً میان این دو لوله، خلاء به وجود می‌آورند تا پرتو‌های تابشی خورشید در تمام طول روز به صورت مستقیم به لولهٔ دریافت‌کننده برسد.
در این نیروگاه‌ها یک سامانهٔ ردیاب خورشید نیز وجود دارد که به وسیلهٔ آن آینه‌های شَلجمی همیشه خورشید را دنبال می‌کنند و پرتو‌های آن را روی لولهٔ دریافت‌کننده متمرکز می‌نمایند. تغییرات تابش خورشید در این نیروگاه‌ها به‌دست منبع ذخیره و گرم‌کن سوخت فسیلی جبران می‌شوند.

### نوع دریافت‌کنندهٔ مرکزی

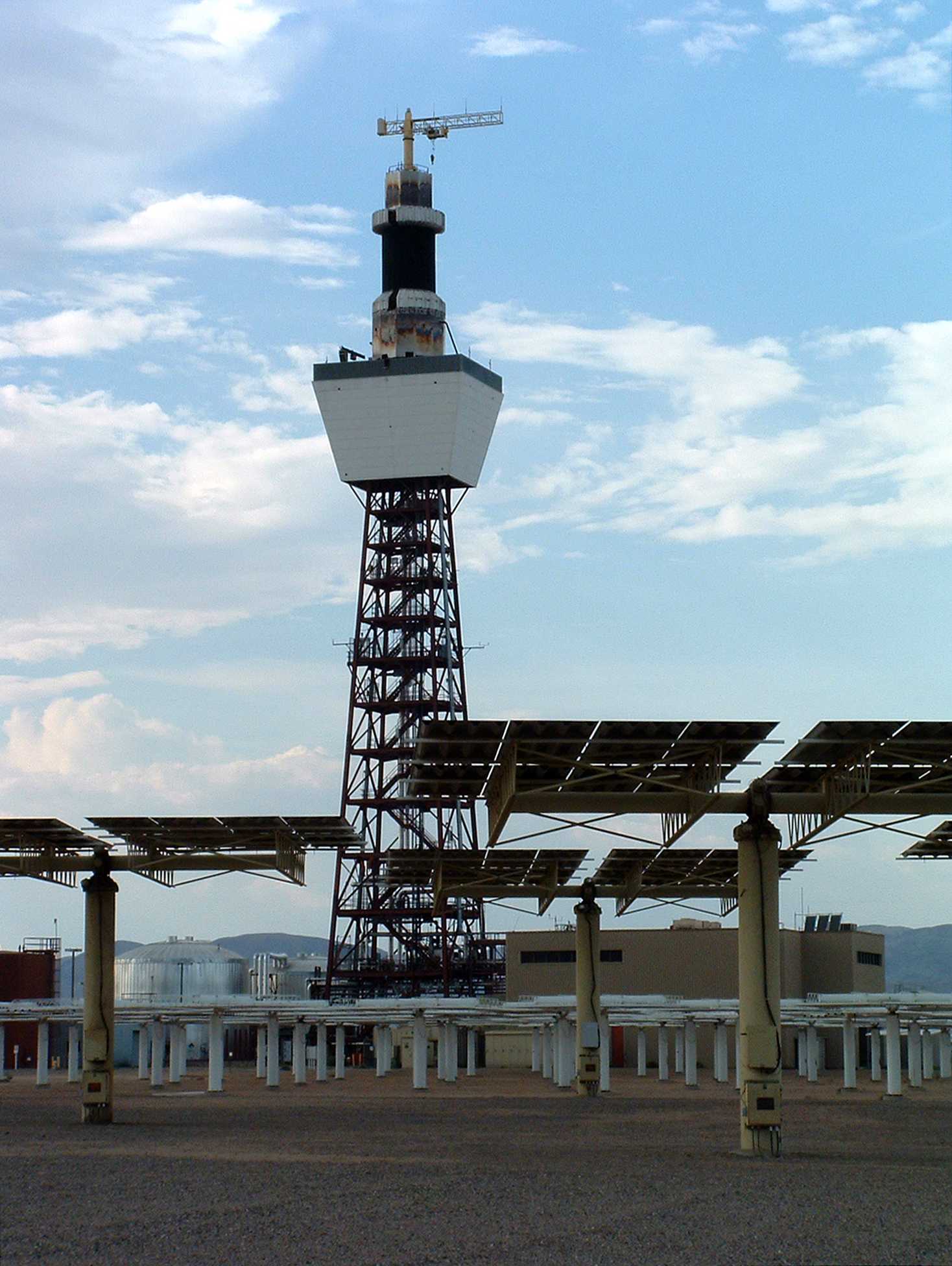
برج سولار دو، واقع در کالیفرنیا، که از دریافت‌کننده مرکزی استفاده می‌کند.

در نیروگاه‌های خورشیدی از نوع دریافت‌کنندهٔ مرکزی، پرتوهای خورشید به‌دست مزرعه‌ای ساخته‌شده از شمار زیادی آینهٔ بارتاب‌کننده به نام خورپا بر روی دریافت‌کننده‌ای که در بالای برج به‌نسبت بلندی استقرار یافته است، متمرکز می‌شود.
در نتیجه، روی محل تمرکز پرتوها، انرژی گرمایی زیادی ایجاد می‌شود که این انرژی به وسیلهٔ سیال عامل که درون دریافت‌کننده در حرکت است، جذب می‌شود و به وسیلهٔ مبدل گرمایی به سامانهٔ آب و بخار طراحی‌شده در نیروگاه‌های سنتی، منتقل شده و بخار با دمای بسیار گرم در فشار و دمای طراحی‌شده برای استفاده در توربین مولد برق، تولید می‌شود.
این سیال عامل در مبدل‌های گرمایی کنار آب قرار گرفته و موجب تبدیل آن به بخار با فشار و گرمای بالا می‌شود؛ در برخی از این سامانه‌ها سیال عامل آب است و مستقیماً درون دریافت‌کننده به بخار تبدیل می‌شود.
برای به‌کارگیری همیشگی از این گونه نیروگاه در زمانی که تابش خورشید وجود ندارد؛ برای نمونه در ساعات ابری یا شب‌ها، از سامانه‌های ذخیره‌کنندهٔ گرما یا احیاناً از تجهیزات پشتیبانی که ممکن است از سوخت فسیلی نیز استفاده کنند برای ایجاد بخار برای تولید برق، کمک گرفته می‌شود.
بررسی‌ها و پژوهش‌ها در زمینهٔ فناوری و سامانه‌های این نیروگاه‌ها ادامه دارد و آزمایشگاه‌ها و مؤسسه‌های بی‌شماری در سراسر دنیا در این زمینه فعالیت می‌کنند.

### نوع بشقابی
در این نیروگاه‌ها از بازتاب‌کننده‌هایی که به صورت شلجمی بشقابی است، جهت تمرکز نقطه‌ای پرتوهای خورشیدی استفاده می‌شود و گیرنده‌هایی که در کانون شلجمی قرار می‌گیرند به کمک سیال جاری در آن انرژی گرمایی را جذب کرده و به کمک یک ماشین گرمایی و مولد، آن را به گونهٔ مکانیکی و الکتریکی تبدیل می‌کنند.

### دودکش‌های خورشیدی

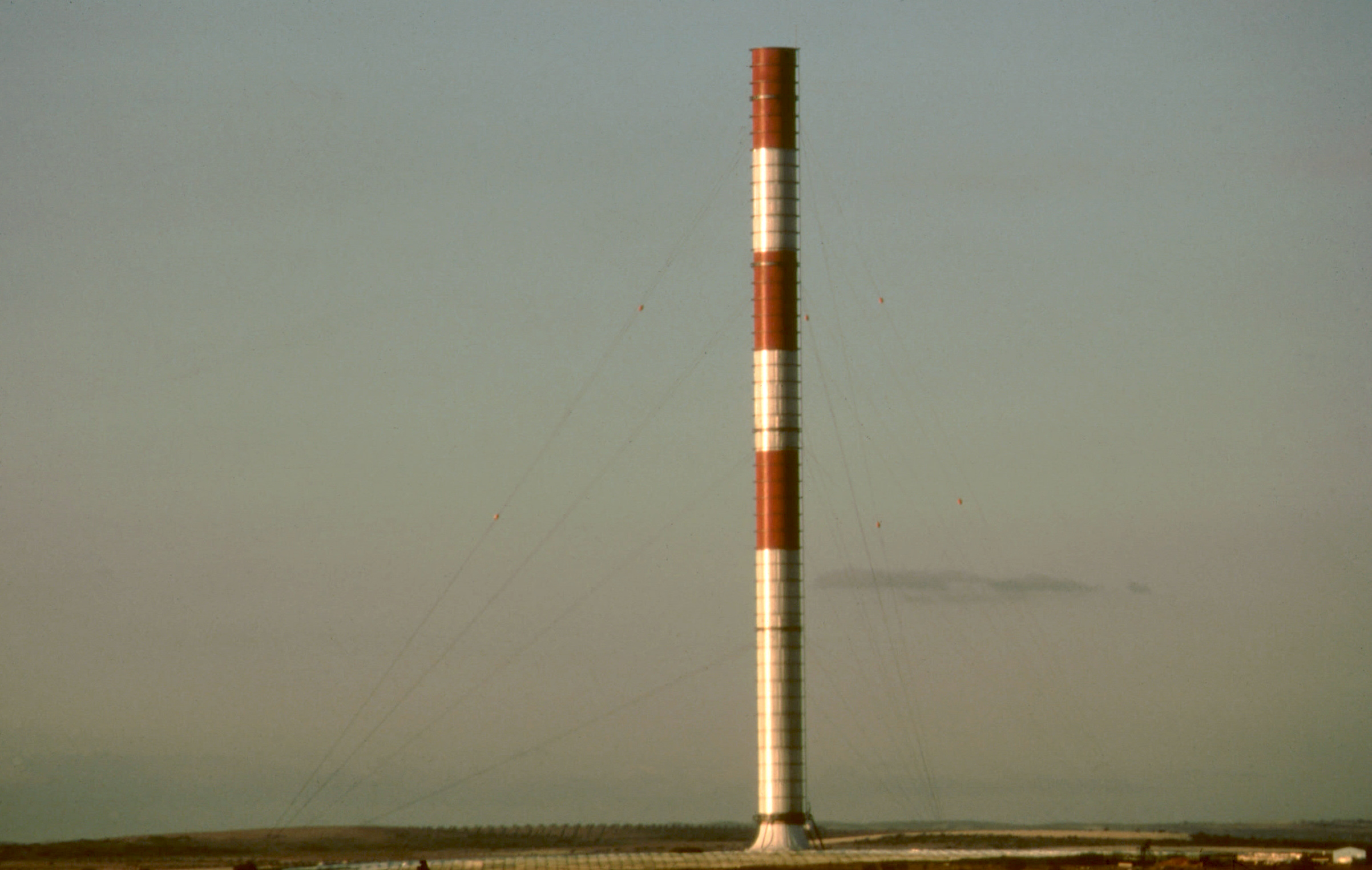
نخستین برج مکشی خورشیدی ساخته شده در ۱۶۰ کیلومتری جنوب مادرید

روش دیگر برای تولید انرژی الکتریسیته از انرژی خورشید استفاده از برج نیرو یا دودکش‌های خورشیدی است. در این سامانه، از خاصیت دودکش‌ها استفاده می‌شود، چنانکه با استفاده از یک برج بلند به ارتفاع حدود ۲۰۰ متر و شمار زیادی گرم‌خانه‌های خورشیدی که در پیرامون آن هستند هوای گرمی که به وسیلهٔ انرژی خورشیدی در یک گرم‌خانه تولید می‌شود و به طرف دودکش یا برج که در مرکز گلخانه‌ها قرار دارد، هدایت می‌شود.
این هوای گرم چون سبک است به سمت بالای برج حرکت می‌کند و باعث ایجاد مکش به سمت بالا می‌شود که انرژی حاصل از این مکش سبب چرخیدن پروانه و ژنراتوری که در پایین برج نصب شده‌است، می‌گردد و بدین وسیله انرژی الکتریکی تولید می‌شود. هم‌اکنون یک نمونه از این سامانه در ۱۶۰ کیلومتری جنوب مادرید احداث شده که ارتفاع برج آن به ۲۰۰ متر می‌رسد.

### نوع عدسی‌های فرنل
نسل نویِ تأمین‌کننده‌های نیروی گرمایی خورشید، از عدسی فرنل برای متمرکز کردن نیروی خورشیدی به منظور تولید انرژی الکتریکی استفاده می‌کنند. یکی از مهم‌ترین دلایل استفاده از این نوع عدسی‌ها ارزان بودن قیمت لنز آن است.

## کاربردهای نیمه‌صنعتی

### کورهٔ خورشیدی
در سدهٔ هجدهم میلادی، نوتورا اولین کورهٔ خورشیدی را در فرانسه ساخت و به‌وسیلهٔ آن یک پل چوبی را در فاصلهٔ ۶۰ متری آتش زد.
هنری بسمر که به پدر فولاد جهان مشهور است، گرمای مورد نیاز کورهٔ ذوب فولاد خود را از انرژی خورشیدی تأمین می‌کرد. متداول‌ترین سامانهٔ کوره‌های خورشیدی ساخته‌شده از دو آینه یکی تخت و دیگری کروی است. نور خورشید به آینهٔ تخت رسیده و به‌دست این آینهٔ به آینهٔ کروی بازتابیده می‌شود. برپایهٔ قوانین نورشناسی هرگاه دسته‌ای پرتو همراستا با محور آینه با آن برخورد نمایند، در محل کانون متمرکز می‌شوند، به این ترتیب انرژی گرمایی گستردهٔ خورشید در یک نقطه جمع می‌شود که این نقطه به دماهای بالایی می‌رسد. امروزه پروژه‌های فراوانی در زمینهٔ کوره‌های خورشیدی در سراسر جهان در حال طراحی و اجرا هستند.

### خشک‌کن خورشیدی
نوشتار اصلی: خشک‌کن خورشیدی
خشک‌کردن مواد غذایی برای نگهداری آن‌ها از زمان‌های بسیار قدیم مرسوم بوده‌است و انسان‌های نخستین خشک‌کردن را هنر می‌دانستند.
خشک‌کردن عبارت است از گرفتن بخشی از آب موجود در مواد غذایی و سایر محصولات که مایهٔ افزایش عمر انباری محصول و جلوگیری از رشد باکتری‌ها می‌گردد. در خشک‌کن‌های خورشیدی به‌طور مستقیم یا غیرمستقیم از انرژی خورشیدی جهت خشک نمودن مواد استفاده می‌شود و هوا نیز به صورت طبیعی یا اجباری جریان یافته و باعث تسریع عمل خشک‌شدن محصول می‌گردد. خشک‌کن‌های خورشیدی در اندازه‌ها، طرح‌های مختلف و برای محصولات و مصرف‌های گوناگون، طراحی و ساخته می‌شوند.

### خانه‌های خورشیدی

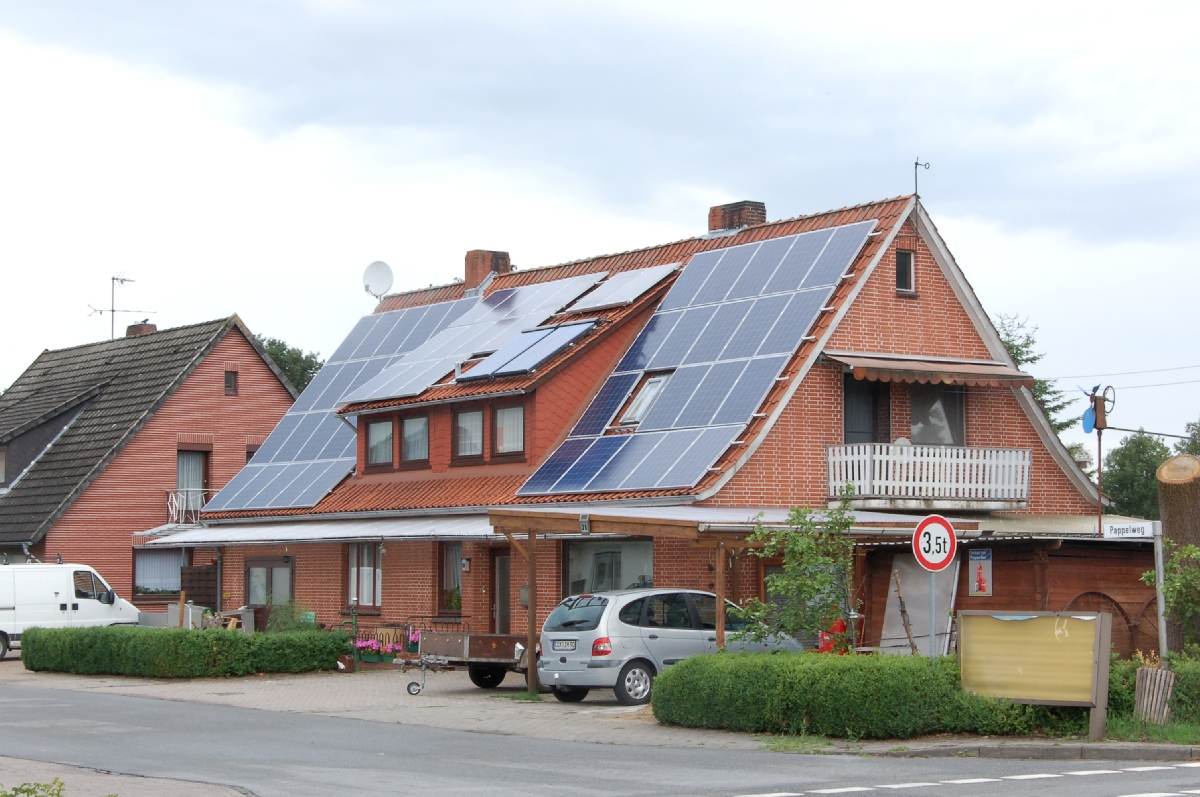
نمونه‌ای از خانه‌های خورشیدی

گذشتگان از انرژی خورشیدی برای کاهش مصرف چوب در گرم کردن خانه‌های خود در زمستان استفاده می‌کردند. آن‌ها ساختمان‌ها را به ترتیبی بنا می‌کردند که در زمستان نور خورشید به درون اتاق‌های نشیمن می‌تابید ولی در روزهای گرم تابستان فضای اتاق در سایه قرار داشت. در سال‌های میان دو جنگ جهانی در اروپا و ایالات متحده طرح‌های فراوانی در زمینهٔ خانه‌های خورشیدی مطرح و آزمایش شد.
از آن زمان به بعد تحول خاصی در این زمینه صورت نگرفت. چند سالی است که معمارها به‌طور جدی ساخت خانه‌های خورشیدی را آغاز کرده‌اند و به دنبال تحول و پیشرفت این فناوری به نتایج مفیدی نیز دست یافته‌اند. برای نمونه در ایالات متحده در سال ۱۸۹۰ به تنهایی حدود ۱۰ تا ۲۰ هزار خانه خورشیدی ساخته شده‌است. در این گونه خانه‌ها می‌کوشند از انرژی خورشیدی برای روشنایی، فراهم کردن آب گرم بهداشتی، سرمایش و گرمایش ساختمان استفاده شود و با به کار بردن مصالح ساختمانی مفید از هدر رفتن گرما و انرژی جلوگیری شود.

## کاربردهای خانگی
سامانه‌های گرمایی خورشیدی در ساختمان برای کاربردهای خانگی از انرژی گرمایی خورشید دارای موارد فراوانی است که مهم‌ترین آن‌ها عبارت‌اند از: آبگرمکن و حمام خورشیدی، سرمایش و گرمایش خورشیدی، آب‌شیرین‌کن خورشیدی و اجاق خورشیدی که به دو دستهٔ سامانه‌های فعال خورشیدی و سامانه‌های غیرفعال خورشیدی دسته‌بندی می‌شوند.

### آبگرمکن‌های خورشیدی

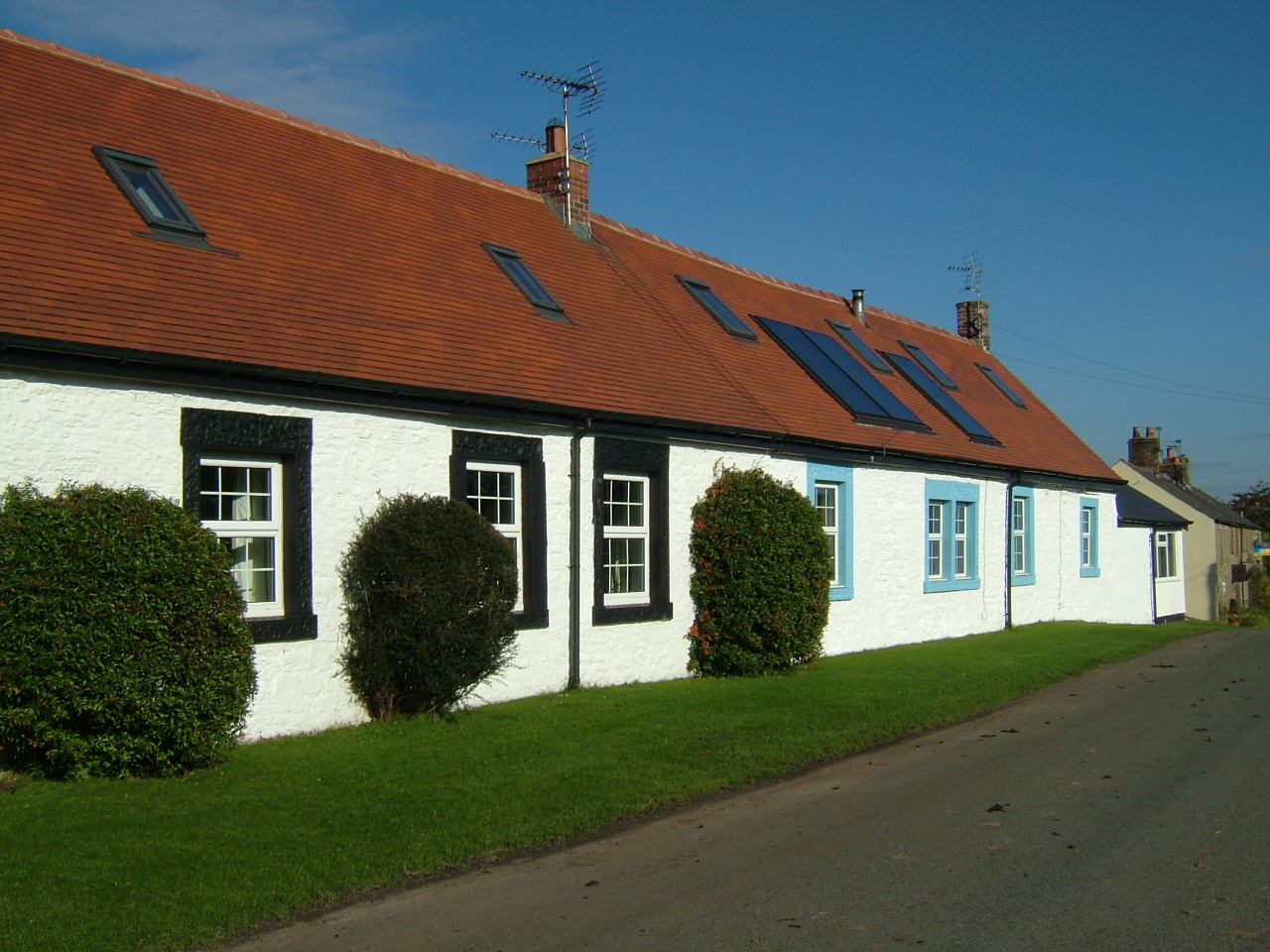
نمونه‌ای از پنل‌های خورشیدی متعلق به آبگرمکن خورشیدی

تولید و فراهم آب‌گرم بهداشتی در خانه‌ها و مکان‌های عمومی به‌ویژه در مکان‌هایی که مشکل سوخت‌رسانی وجود دارد، استفاده می‌شود. چنانچه ظرفیت این سامانه‌ها افزایش یابد، می‌توان از آن‌ها در گرمابه‌های خورشیدی نیز استفاده کرد.

### تهویه مطبوع خورشیدی
گرمایش و سرمایش ساختمان‌ها با استفاده از انرژی خورشید ایدهٔ تازه‌ای بود که در سال‌های ۱۹۳۰ مطرح شد و در کم‌تر از یک دهه به پیشرفت‌های قابل توجهی رسید. با افزودن سامانه‌ای معروف به سامانهٔ تبرید جذبی یا چیلر جذبی به سامانه‌های خورشیدی، می‌توان افزون بر آب‌گرم مصرفی و گرمایش از این سامانه‌ها در فصول گرما برای سرمایش ساختمان نیز استفاده کرد. در این سامانه به‌وسیلهٔ صفحه‌های در معرض نور خورشید سیالی گرم می‌شود و این سیال به چیلر جذبی منتقل شده و انرژی آن تبدیل به نیروی نیاز برای فعالیت سامانهٔ گرمایش یا سرمایش خانه یا تولید برق می‌شود.

### آب‌شیرین‌کن خورشیدی
هنگامی که گرمای دریافت‌شده از خورشید با دمای کم بر روی آب شور اثر کند، تنها آب تبخیر شده و املاح باقی می‌ماند. سپس با استفاده از روش‌های گوناگون می‌توان آب تبخیرشده را تنظیم کرده و به این ترتیب آب شیرین فراهم کرد. با این روش می‌توان آب بهداشتی مورد نیاز در نقاطی که دسترسی به آب شیرین وجود ندارد مانند جزیره‌ها را تأمین کرد.
آب‌شیرین‌کن‌های خورشیدی در ۲ اندازهٔ خانگی و صنعتی ساخته می‌شوند. از گونهٔ صنعتی آب‌شیرین‌کن با گنجایش بالا می‌توان برای تولید آب شیرین در شهرها بهره برد.

### اجاق‌های خورشیدی
دستگاه‌های خوراک‌پز خورشیدی نخستین بار به‌وسیلهٔ شخصی به نام نیکلاس ساخته شدند. اجاق ساخته‌شده به‌دست او دارای یک جعبهٔ عایق‌بندی‌شده با صفحهٔ سیاه‌رنگی بود که قطعه‌های شیشه‌ای درپوش آن را تشکیل می‌دادند. پرتوی خورشید با عبور از میان این شیشه‌ها وارد جعبه شده و به‌وسیلهٔ سطح سیاه جذب می‌شد و سپس دمای درون جعبه را به ۸۸ درجهٔ سانتی‌گراد افزایش می‌داد.
اصول کار اجاق خورشیدی جمع‌آوری پرتوهای مستقیم خورشید در یک نقطهٔ کانونی و افزایش دما در آن نقطه است. امروزه طرح‌های متنوعی از این سامانه‌ها وجود دارد که در مکان‌های مختلفی از جمله آفریقای جنوبی آزمایش شده و به نتیجه‌های خوبی نیز رسیده‌اند.